# San Jorge (Samar)
San Jorge ist eine philippinische Stadtgemeinde in der Provinz Samar. Sie hat 17.184 Einwohner (Zensus 1. August 2015).

## Baranggays
San Jorge ist administrativ in 41 Baranggays unterteilt.
| - Aurora - Blanca Aurora - Buenavista I - Bulao - Bungliw - Cogtoto-og - Calundan - Cantaguic - Canyaki - Erenas - Guadalupe - Hernandez - Himay - Janipon | - La Paz - Libertad - Lincoro - Matalud - Mobo-ob - Quezon - Ranera - Rosalim - San Isidro - San Jorge I (Pob.) - Sapinit - Sinit-an - Tomogbong - Gayondato | - Puhagan - Anquiana (Angkiana) - Bay-ang - Buenavista II - Cabugao - Cag-olo-olo - Guindapunan - Mabuhay - Mancol (Pob.) - Mombon - Rawis - San Jorge II (Pob.) - San Juan |